# اصل طراز اول
اصل طراز اول اصل دوم متمم قانون اساسی مشروطه است که به موجب آن پنج تن از علمای طراز اول به معرفی مراجع تقلید شیعه و رای مجلس شورای ملی یا به قید قرعه انتخاب می‌شدند تا مواد عنوان شده در این مجلس را از نظر انطباق با قواعد اسلام بررسی و موارد مغایر با آن را رد کنند.

## متن
مجلس مقدس شورای ملی که به توجه و تأیید حضرت امام عصر عجل الله فرجه و بذل مرحمت اعلیحضرت شاهنشاه اسلام خلدالله سلطانه و مراقبت حجج اسلامیه کثرالله امثالهم و عامه ملت ایران تأسیس شده‌است باید در هیچ عصری از اعصار مواد قانونیه آن مخالفتی با قواعد مقدسهٔ اسلام و قوانین موضوعه حضرت خیرالانام صلی الله علیه و آله و سلم نداشته باشد و معین است که تشخیص مخالفت قوانین موضوعه با قواعد اسلامیه بر عهدهٔ علمای اعلام ادام‌الله برکات وجودهم بوده و هست لهذا رسماً مقرر است در هر عصری از اعصار هیئتی که کمتر از پنج نفر نباشد از مجتهدین و فقهای متدینین که مطلع از مقتضیات زمان هم باشند باین طریق که علمای اعلام وحجج اسلام مرجع تقلید شیعه اسامی بیست نفر از علماء که دارای صفات مذکوره باشند معرفی بمجلس شورای ملی بنمایند پنج نفر از آنها را یا بیشتر به مقتضای عصر اعضای مجلس شورای ملی بالاتفاق یا بحکم قرعه تعیین نموده بسمت عضویت بشناسند تا موادیکه در مجلس عنوان می‌شود بدقت مذاکره و غور رسی نموده هریک از آن مواد معنونه که مخالفت با قواعد مقدسه اسلام داشته باشد طرح و رد نمایند که عنوان قانونیت پیدا نکند و رأی این هیئت علماء در این باب مطاع و متبع خواهد بود و این ماده تا زمان ظهور حضرت حجة عصر عجل الله فرجه تغییرپذیر نخواهد بود. 
s:مصوبات دوره اول قانونگذاری مجلس شورای ملی/متمم قانون اساسی

## پیش زمینه
پس از توشیح قانون اساسی مشروطه توسط مظفرالدین شاه، ضعف‌هایی در آن به نظر رسید که باعث شد متممی بر آن وضع شود. بنا براین پس از فرمان محمدعلی شاه کمیسیونی در مجلس شورای ملی تشکیل و مسئول تدوین متمم قانون اساسی شد. بر اساس اصل دوم این متمم، محمدکاظم خراسانی و شیخ عبدالله مازندرانی، دو تن از مراجع تقلید، بیست نفر را معرفی کردند که مجلس پنج تن از آنان را برای نظارت بر تنظیم و تدوین قوانین برگزید. این  افراد عبارت بودند از سید ابوالحسن اصفهانی، میرزا سید علی حایری، حاج سید باقر همدانی، حاج آقا نورالله اصفهانی، شیخ مهدی مازندرانی، حاج میرزا ابوالحسن انجزی، سید حسن مدرس و حاج امام جمعه خویی. برخی از این افراد قبول مسئولیت را نپذیرفتند و فقط دو نفر از جمله مدرس در مجلس حاضر شدند.
این اصل با اصرار شیخ فضل‌الله نوری که در حرم عبدالعظیم حسنی بست نشست و حمایت روحانیون از آن را جلب کرد تصویب شد. با این وجود روحانیون میانه‌رو دربارهٔ این پیشنهاد همگی موافق نبودند.

## اجرا
این اصل در مجلس دوم اجرا شد.

### مجلس پنجم شورای ملی
در دوره ۵ ام مجلس شورای ملی سید ابو الحسن اصفهانی و آقا میرزا محمد حسین نائینی و آقای شیخ عبد الکریم حایری طی نامه ای ۲۰ نفر از مجتهدین را برای اصل دوم متمم قانون مشروطه معرفی می‌کنند. و ریاست مجلس مؤتمن الملک در این مورد چنین می‌گوید:
قرائتِ نامه آیات عظام در مجلس پنجم
مؤتمن الملک، ریاست مجلس دوره پنجم، در بیست و نهمین جلسه مجلس، در تاریخ ۳۰ خرداد ۱۳۰۳ اظهار داشت:
لایحه ای از طرف آقای سید ابو الحسن اصفهانی و آقا میرزا محمد حسین نائینی و آقای شیخ عبد الکریم راجع به معرفی بیست نفر از آقایان طراز اول به مجلس رسیده‌است. گفتم سوابق این کار را در اداره تقنینیه معین بکنند و در جلسه دیگر به اطلاع آقایان برسد.
در جلسه بعدی یعنی روز اول تیر ماه ۱۳۰۳ مؤتمن الملک با توجه به سوابق موجود اعلام می‌کند که با توجه به سوابق موجود انتخاب مجتهدین ناظر یا باید بر اساس رای باشد یا قید قرعه. اما در عمل این موضوع به فراموشی سپرده می‌شود و در این خصوص اقدامی صورت نمی‌گیرد.